# Kowale (Gdańsk)
Kowale (kaszb. Kòwôle lub też Kòwôlewò, niem. Kowall) – jednostka terytorialna w Gdańsku, część dzielnicy Ujeścisko-Łostowice.
Jednostka Kowale jest północnym fragmentem wsi Kowale (43,78 ha), który został przyłączony w granice administracyjne miasta 1 stycznia 1973. Większą część Kowali (386,39 ha) włączono jako sołectwo do nowo utworzonej gminy Kolbudy Górne.
Należy do okręgu historycznego Wyżyny. Do Gdańska nie należy ani osiedle Olimp, ani pozostałe zabudowania wsi.

## Historia
Dawne nazwy: Kowall (1351, 1874), Kuwal (1401, 1454).
Od 1454 wieś, patrymonium Gdańska. 1 stycznia 1973 zostały przyłączone do Gdańska.